# Gymnocarena apicata
Gymnocarena apicata är en tvåvingeart som först beskrevs av Thomas 1914.  Gymnocarena apicata ingår i släktet Gymnocarena och familjen borrflugor. Inga underarter finns listade i Catalogue of Life.